# 마쥔
마쥔(중국어 간체자: 马军, 정체자: 馬軍, 병음: Mǎ Jūn, 1968년 5월 22일 ~ )은 중국의 환경 운동가이자 환경 컨설턴트 및 기자이다. 공공 환경 문제 연구소(Institute of Public & Environmental Affairs, IPE)의 이사를 역임했다.

## 생애
산둥성 칭다오시 출신인 마쥔은 1990년대에 언론인으로 이름을 알렸다. 마쥔은 1993년부터 2000년까지 홍콩 《사우스 차이나 모닝 포스트》에서 근무하면서 환경 문제에 관한 기사를 전문적으로 쓰기 시작했고 나중에 사우스 차이나 모닝 포스트 베이징 지부의 수석 대표로 임명되었다.
1999년에 마쥔이 발표한 저서인 《중국의 물 위기》(중국어: 中国水危机)는 중국의 환경 위기를 주제로 한 최초의 서적이며 레이철 카슨의 저서 《침묵의 봄》과 비교된다는 평가를 받고 있다.
마쥔은 중국 최초의 수질 오염 정보 공개 데이터베이스인 중국 수질 오염 지도(중국어: 中国水污染地图, 영어: China Water Pollution Map)를 개발한 공공환경문제연구소(Institute of Public & Environmental Affairs, IPE)를 지휘했다. 또한 시노퍼 코퍼레이션(Sinopher Corporation)의 환경 컨설턴트로도 활동했다. 마쥔은 "수질 오염은 중국이 직면한 가장 심각한 환경 문제입니다. 그것은 사람들의 건강과 경제 발전에 큰 영향을 미칩니다. 그것이 우리가 이 데이터베이스를 구축하기 시작한 이유입니다. 수자원을 보호하기 위해서는 국민의 참여를 유도하고 법 집행을 강화해야 합니다. 오염 공장과 기업들이 지방 자치체와 공무원들에 의해 보호받고 있는 곳도 있습니다."라고 말했다.
마쥔은 2010년에 2008년 베이징 하계 올림픽의 여파에 따른 대기 오염 문제에 대해 "공기에 먼지를 내뿜는 건설 프로젝트의 수와 자가용 소유 급증으로 인해 오염을 줄이기 위한 정부의 많은 노력이 상쇄되었습니다."라고 지적했다.
마쥔은 2016년에 피셔 스티븐스가 감독을 맡고 레오나르도 디카프리오가 내레이션을 맡은 내셔널 지오그래픽 영화 《비포 더 플러드》에 출연했다. 마쥔은 2020년에 베이징에 재정안정연구소를 설립했다.

## 인정
마쥔은 2006년 5월에 미국의 시사 주간지 《타임》이 선정한 세계에서 가장 영향력 있는 100인 가운데 한 사람으로 선정되었다. 해당 기사는 할리우드 스타인 에드워드 노턴이 집필했다. 마쥔은 2009년에 막사이사이상을 수상했고 2012년에 골드만 환경상을 수상했다. 2015년에는 중국의 사회적 기업인으로는 처음으로 스콜상을 수상했다.

## 참고 자료
- Li, Naomi (2006년 9월 21일). “Tackling China's water crisis online”. 《China Dialogue》. 2007년 2월 1일에 확인함.
- Norton, Ed (2006년 4월 30일). “Ma Jun”. 《Time》. 2007년 2월 9일에 원본 문서에서 보존된 문서.